# Зоотерапија
Зоотерапија или терапија уз помоћ животиња, односи се на скуп неконвенционалних терапијских метода које користе близину домаће животиње или кућног љубимца, човеку који пати од менталних, физичких или социјалних поремећаја како би се смањио стрес, последице лечења или постоперативни проблеми. Када се током терапије користи коњ, онда овај вид лечења називамо хипотерапија или еквитерапија. Друге животиње које се могу користити су пси, зечеви, мачке или делфини.
Неколико студија је потврдило корисне ефекте присуства животиња у различитим популацијама свих старосних група и на различите поремећаје.

## Историја
Већ од 9. века животиње су помагале инвалидима у Белгији. 1792. године, Вилијам Тук основао је „Иорк Ретреат” у Јоркширу у Енглеској. У то време ментално оболеле особе су биле третиране врло оштро, везиване, пребијане. Вилијам је приметио да када се болесници брину о животињама, постају више фокусиранији и одговорнији. Након Првог светског рата, Pawling Army Air Force convalescent Hospital у Њујорку користила је псе као помоћ у терапији трауматизованим војницима. Флоренс Најтингејл, оснивач савремених техника неге, била је једна од пионира у употреби животиња за побољшање квалитета живота пацијената.  
Током Кримског рата држала је корњачу у болници јер се успотавило да је корњача смањивала анкциозност болесника.
Године 1953. амерички психијатар Борис Левинсон је открио могућности пса и примену у терапији. То се догодило случајно захваљујући његовом псу Јинглесу. Левинсон је примио позив једног јутра од очајних родитеља, јер њихово аутистично дете мора бити интернирано у специјализовани институт. Левинсон пристаје да их прими али је заборавио да је његов пас остао канцеларији (обично је то забрањено за њега). Чим је пар ушао, Јинглес је пришао детету, почео је да га њушии лиже и тада се догађа чудо: дете које је потпуно повучено, одбијајући било какву комуникацију са спољним светом, започиње разговор са псом, чак ће и тражити да се врати да га поново види.
Други терапеути попут Фриедман, Касер, Линкс, Томас истакнули су ефекте животиња на здравље: једноставан чин мажења снижава крвни притисак. 

## У свету

### Швајцарска
У Швајцарској је од 1989. године Паскал Бианки, психолог и зоотерапеут, усмерио неколико студија о добробити, поремећајима повезаним са Алзхеимеровом болешћу и повољном утицају животиње на пацијенте са палијативном негом. Резултати показују да су физиолошки ефекти које мале животиње изазивају једнако важни као и оно што се може приметити и код паса. Обука у Швајцарској одвија се током четири године са практичним и теоријским фазама.

### Француска
У Француској је употреба концепта зоотерапије  је била дуго контраверзна. Дебата се односила на назив „терапија”. Од новембра 2012. године, ЕАПАЦ (Етологија примењена на кућним животињама) је акредитована од стране државе за уручење дипломе бихевиоралиста-посредника за кућне љубимце.
Француско удружење за информације и истраживање кућних љубимаца (АФИРАЦ - удружење које припада индустрији произвођача животиња) основано је 1976. године са циљем да проучи друштвени феномен заједничког живота између кућног љубимца и човека и да одговори на питања која поставља овај заједнички живот.

### Србија
У Србији, зоотерапија је још увек неразвијена. Тренутно једино је хипотерапија призната од стране Министарства рада и социјалне политике као изборни предмет на медицинском факултету у Новом Саду.

## Коришћене животиње

### Коњ
- Екитерапија: Психички третман и контакт са коњем.
- Хипотерапија: Хипотерапија је облик физиотерапије који користи предности коња и ходање с њим.

### Пас
Током терапије са псом, пас не игра улогу терапеута већ као пратилац особе како би се она осећала сигурном и смиреном. У болницама топлота његовог крзна, његовано присуство, физички контакт помаже терапеуту да побољша физичко стање пацијената побољшавајући њихово морално стање. У старачким домовима, пси уверавају особе својом спонтаношћу и искреношћу, омогућавају комуникацију са другима, поновно успостављање везе са животом и постизање циља, враћају самопоуздање и испуњавају празнину.

## Остале животиње
- Кљунасти делфин: делфинотерапија
- Морско прасе, Зец и Феретка: У затворским установама затвореници се брину о овим животињама[4]